# Gran Premi de la República Txeca de motociclisme de 2020
El Gran Premi de la República Txeca de motociclisme de 2020 (oficialment anomenat Monster Energy Grand Prix Ceské republiky) va ser la quarta prova del Campionat del Món de motociclisme de 2020. Va tenir lloc al Circuit de Masaryk, a Brno, República Txeca, del 7 al 9 d'agost del 2020.

## Resultats

### MotoGP
| Pos.                         | No. | Pilot             | Constructor | Voltes | Temps     | Graella | Punts |
| ---------------------------- | --- | ----------------- | ----------- | ------ | --------- | ------- | ----- |
| 1                            | 33  | Brad Binder       | KTM         | 21     | 41:38.764 | 7       | 25    |
| 2                            | 21  | Franco Morbidelli | Yamaha      | 21     | +5.266    | 3       | 20    |
| 3                            | 5   | Johann Zarco      | Ducati      | 21     | +6.470    | 1       | 16    |
| 4                            | 42  | Alex Rins         | Suzuki      | 21     | +6.609    | 11      | 13    |
| 5                            | 46  | Valentino Rossi   | Yamaha      | 21     | +7.517    | 10      | 11    |
| 6                            | 88  | Miguel Oliveira   | KTM         | 21     | +7.969    | 13      | 10    |
| 7                            | 20  | Fabio Quartararo  | Yamaha      | 21     | +11.827   | 2       | 9     |
| 8                            | 30  | Takaaki Nakagami  | Honda       | 21     | +12.862   | 17      | 8     |
| 9                            | 43  | Jack Miller       | Ducati      | 21     | +15.013   | 14      | 7     |
| 10                           | 41  | Aleix Espargaró   | Aprilia     | 21     | +15.087   | 4       | 6     |
| 11                           | 04  | Andrea Dovizioso  | Ducati      | 21     | +16.455   | 18      | 5     |
| 12                           | 9   | Danilo Petrucci   | Ducati      | 21     | +18.506   | 8       | 4     |
| 13                           | 35  | Cal Crutchlow     | Honda       | 21     | +18.736   | 12      | 3     |
| 14                           | 12  | Maverick Viñales  | Yamaha      | 21     | +19.720   | 5       | 2     |
| 15                           | 73  | Àlex Màrquez      | Honda       | 21     | +24.597   | 21      | 1     |
| 16                           | 53  | Tito Rabat        | Ducati      | 21     | +29.004   | 15      |       |
| 17                           | 38  | Bradley Smith     | Aprilia     | 21     | +32.290   | 19      |       |
| 18                           | 6   | Stefan Bradl      | Honda       | 21     | +55.977   | 20      |       |
| –                            | 44  | Pol Espargaró     | KTM         | 9      | –         | 6       |       |
| –                            | 36  | Joan Mir          | Suzuki      | 3      | –         | 9       |       |
| –                            | 27  | Iker Lecuona      | KTM         | 3      | –         | 16      |       |
| INFORME OFICIAL CURSA MOTOGP |     |                   |             |        |           |         |       |